# Église Saint-Théodore de La Rochebeaucourt
L'église Saint-Théodore de La Rochebeaucourt est une ancienne collégiale située à La Rochebeaucourt-et-Argentine dans le département de la Dordogne en France. Elle est classée au titre des monuments historiques depuis 1923.

## Historique
Le recueil des charges indique que l'église et ses dépendances sont concédées à l'abbaye de Cluny par Guillaume d'Auberoche, évêque de Périgueux, en 1121. Au-dessus du maître-autel a été gravée la date de 1215, date de reconstruction de l'église selon le modèle de l'abbaye dont elle dépendait.